# Johannes Tornberg (1670–1751)
Johannes Johanni Tornberg, född 29 januari 1670 i Hietaniemi församling, död 11 februari 1751 i Jukkasjärvi församling, var en svensk präst. 

## Biografi
Johannes Tornberg föddes 1670 i Hietaniemi församling. Han  var son till kyrkoherden Johannes Tornberg i Övertorneå församling och Brita Isaksdotter Curtilia. Tornberg blev student vid Uppsala universitet den 22 oktober 1694, adjunkt hos fadern 1698 och pastor i Kautokeino 1707, innan han 1719 utsågs till kyrkoherde i Jukkasjärvi församling. Tornberg avled 1751 i Jukkasjärvi församling och superintendenten Olof Kiörning höll ett liktal vid vid begravningen.

### Familj
Tornberg gifte sig den 11 mars 1700 med Sara Renmark (död 1749), som var dotter till en bruksbokhållare. De fick tillsammans barnen handlanden Lars Tornberg (1702–1772) i Torneå, nybyggaren Abraham Tornberg, Johan Tornberg, Catharina Tornberg (född 1709) som var gift med brukspredikanten Johan Antilius i Kengis och kyrkoherden Johan Björkman i Gällivare församling, kyrkoherden Salomon Tornberg (född 1713) i Enontekis församling, Magdalena Tornberg som var gift med Erik Löfman och Margareta Tornberg som var gift med Snaeckenborg.